# Lista di asteroidi (572001-573000)
Di seguito una lista di asteroidi dal numero 572001 al 573000 con data di scoperta e scopritore.

## 572001-572100
| Nome     | Designazione provvisoria | Data di scoperta  | Scopritore               |
| -------- | ------------------------ | ----------------- | ------------------------ |
| 572001 - | 2008 AH149               | 7 marzo 2014      | Spacewatch               |
| 572002 - | 2008 AK149               | 11 gennaio 2008   | Spacewatch               |
| 572003 - | 2008 AS149               | 28 febbraio 2014  | Pan-STARRS 1             |
| 572004 - | 2008 AY149               | 10 gennaio 2008   | Mount Lemmon Survey      |
| 572005 - | 2008 AU150               | 11 gennaio 2008   | Mount Lemmon Survey      |
| 572006 - | 2008 AA151               | 11 gennaio 2008   | Spacewatch               |
| 572007 - | 2008 AD151               | 13 gennaio 2008   | Spacewatch               |
| 572008 - | 2008 AE151               | 13 gennaio 2008   | Spacewatch               |
| 572009 - | 2008 AK151               | 11 gennaio 2008   | Spacewatch               |
| 572010 - | 2008 AV151               | 11 gennaio 2008   | Mount Lemmon Survey      |
| 572011 - | 2008 AJ152               | 10 gennaio 2008   | Mount Lemmon Survey      |
| 572012 - | 2008 AX152               | 12 gennaio 2008   | Spacewatch               |
| 572013 - | 2008 BO                  | 16 gennaio 2008   | Mount Lemmon Survey      |
| 572014 - | 2008 BU6                 | 31 luglio 2000    | Buie, M. W., Kern, S. D. |
| 572015 - | 2008 BB7                 | 31 gennaio 1997   | Spacewatch               |
| 572016 - | 2008 BQ8                 | 16 gennaio 2008   | Spacewatch               |
| 572017 - | 2008 BR10                | 17 gennaio 2008   | Mount Lemmon Survey      |
| 572018 - | 2008 BL11                | 31 luglio 2005    | NEAT                     |
| 572019 - | 2008 BX12                | 18 gennaio 2008   | Spacewatch               |
| 572020 - | 2008 BD13                | 26 settembre 2006 | CSS                      |
| 572021 - | 2008 BF19                | 17 dicembre 2007  | Mount Lemmon Survey      |
| 572022 - | 2008 BM26                | 30 gennaio 2008   | Spacewatch               |
| 572023 - | 2008 BF28                | 30 gennaio 2008   | Mount Lemmon Survey      |
| 572024 - | 2008 BY36                | 31 gennaio 2008   | Mount Lemmon Survey      |
| 572025 - | 2008 BL45                | 19 dicembre 2007  | Mount Lemmon Survey      |
| 572026 - | 2008 BA48                | 16 gennaio 2008   | Spacewatch               |
| 572027 - | 2008 BN55                | 19 gennaio 2008   | Mount Lemmon Survey      |
| 572028 - | 2008 BP55                | 30 gennaio 2008   | Mount Lemmon Survey      |
| 572029 - | 2008 BB56                | 18 gennaio 2008   | Spacewatch               |
| 572030 - | 2008 BW57                | 12 settembre 2017 | Pan-STARRS 1             |
| 572031 - | 2008 BG58                | 17 aprile 2009    | Spacewatch               |
| 572032 - | 2008 BU60                | 30 gennaio 2008   | Spacewatch               |
| 572033 - | 2008 CS5                 | 2 febbraio 2008   | Spacewatch               |
| 572034 - | 2008 CQ6                 | 17 dicembre 2007  | Mount Lemmon Survey      |
| 572035 - | 2008 CU7                 | 2 febbraio 2008   | Mount Lemmon Survey      |
| 572036 - | 2008 CV11                | 3 febbraio 2008   | Spacewatch               |
| 572037 - | 2008 CD12                | 3 febbraio 2008   | Spacewatch               |
| 572038 - | 2008 CB14                | 3 febbraio 2008   | Spacewatch               |
| 572039 - | 2008 CC14                | 3 febbraio 2008   | Spacewatch               |
| 572040 - | 2008 CU21                | 8 febbraio 2008   | Gierlinger, R.           |
| 572041 - | 2008 CG27                | 2 febbraio 2008   | Spacewatch               |
| 572042 - | 2008 CK30                | 11 gennaio 2008   | Spacewatch               |
| 572043 - | 2008 CW32                | 2 febbraio 2008   | Spacewatch               |
| 572044 - | 2008 CJ40                | 10 gennaio 2008   | Spacewatch               |
| 572045 - | 2008 CW41                | 2 febbraio 2008   | Spacewatch               |
| 572046 - | 2008 CR45                | 2 febbraio 2008   | Spacewatch               |
| 572047 - | 2008 CN51                | 30 dicembre 2007  | Spacewatch               |
| 572048 - | 2008 CR56                | 7 febbraio 2008   | Mount Lemmon Survey      |
| 572049 - | 2008 CJ57                | 18 gennaio 2008   | Spacewatch               |
| 572050 - | 2008 CJ60                | 7 febbraio 2008   | Mount Lemmon Survey      |
| 572051 - | 2008 CP60                | 22 novembre 2006  | Spacewatch               |
| 572052 - | 2008 CC66                | 19 ottobre 2007   | Mount Lemmon Survey      |
| 572053 - | 2008 CF75                | 10 febbraio 2008  | CSS                      |
| 572054 - | 2008 CS79                | 7 febbraio 2008   | Spacewatch               |
| 572055 - | 2008 CF80                | 7 febbraio 2008   | Spacewatch               |
| 572056 - | 2008 CL82                | 1 aprile 2003     | SDSS Collaboration       |
| 572057 - | 2008 CH85                | 16 dicembre 1995  | Spacewatch               |
| 572058 - | 2008 CA94                | 8 febbraio 2008   | Mount Lemmon Survey      |
| 572059 - | 2008 CH94                | 8 febbraio 2008   | Mount Lemmon Survey      |
| 572060 - | 2008 CR97                | 18 settembre 2006 | Spacewatch               |
| 572061 - | 2008 CT98                | 9 febbraio 2008   | Spacewatch               |
| 572062 - | 2008 CS102               | 9 febbraio 2008   | Mount Lemmon Survey      |
| 572063 - | 2008 CE105               | 9 febbraio 2008   | Mount Lemmon Survey      |
| 572064 - | 2008 CH105               | 9 febbraio 2008   | Mount Lemmon Survey      |
| 572065 - | 2008 CW105               | 27 marzo 2003     | Spacewatch               |
| 572066 - | 2008 CL111               | 10 febbraio 2008  | Spacewatch               |
| 572067 - | 2008 CS111               | 10 febbraio 2008  | Spacewatch               |
| 572068 - | 2008 CL112               | 10 febbraio 2008  | Spacewatch               |
| 572069 - | 2008 CS112               | 10 febbraio 2008  | Spacewatch               |
| 572070 - | 2008 CC115               | 15 gennaio 2008   | Mount Lemmon Survey      |
| 572071 - | 2008 CS118               | 10 febbraio 2008  | LUSS                     |
| 572072 - | 2008 CS126               | 20 ottobre 1995   | Spacewatch               |
| 572073 - | 2008 CV127               | 8 febbraio 2008   | Spacewatch               |
| 572074 - | 2008 CD130               | 8 febbraio 2008   | Spacewatch               |
| 572075 - | 2008 CX135               | 8 febbraio 2008   | Spacewatch               |
| 572076 - | 2008 CC136               | 19 settembre 2001 | SDSS Collaboration       |
| 572077 - | 2008 CB139               | 8 febbraio 2008   | Spacewatch               |
| 572078 - | 2008 CO147               | 9 febbraio 2008   | Spacewatch               |
| 572079 - | 2008 CJ148               | 9 febbraio 2008   | Mount Lemmon Survey      |
| 572080 - | 2008 CK150               | 2 febbraio 2008   | Spacewatch               |
| 572081 - | 2008 CX150               | 9 febbraio 2008   | Spacewatch               |
| 572082 - | 2008 CZ150               | 9 febbraio 2008   | Spacewatch               |
| 572083 - | 2008 CB153               | 13 settembre 2005 | Spacewatch               |
| 572084 - | 2008 CQ154               | 9 febbraio 2008   | Spacewatch               |
| 572085 - | 2008 CY154               | 9 febbraio 2008   | Spacewatch               |
| 572086 - | 2008 CY155               | 9 febbraio 2008   | CSS                      |
| 572087 - | 2008 CR157               | 14 dicembre 1996  | Spacewatch               |
| 572088 - | 2008 CW162               | 10 febbraio 2008  | Spacewatch               |
| 572089 - | 2008 CF163               | 10 febbraio 2008  | Spacewatch               |
| 572090 - | 2008 CG167               | 16 gennaio 2008   | Spacewatch               |
| 572091 - | 2008 CX170               | 12 gennaio 2008   | Mount Lemmon Survey      |
| 572092 - | 2008 CK172               | 2 febbraio 2008   | Mount Lemmon Survey      |
| 572093 - | 2008 CX172               | 13 febbraio 2008  | Mount Lemmon Survey      |
| 572094 - | 2008 CN173               | 13 febbraio 2008  | Spacewatch               |
| 572095 - | 2008 CX185               | 2 febbraio 2008   | CSS                      |
| 572096 - | 2008 CL190               | 2 ottobre 2006    | Mount Lemmon Survey      |
| 572097 - | 2008 CT197               | 10 febbraio 2008  | Spacewatch               |
| 572098 - | 2008 CK205               | 2 febbraio 2008   | Spacewatch               |
| 572099 - | 2008 CO216               | 13 febbraio 2008  | CSS                      |
| 572100 - | 2008 CU219               | 21 maggio 2015    | Pan-STARRS 1             |

## 572101-572200
| Nome     | Designazione provvisoria | Data di scoperta  | Scopritore                  |
| -------- | ------------------------ | ----------------- | --------------------------- |
| 572101 - | 2008 CW219               | 9 febbraio 2008   | Mount Lemmon Survey         |
| 572102 - | 2008 CX219               | 2 febbraio 2008   | Spacewatch                  |
| 572103 - | 2008 CB220               | 8 febbraio 2008   | Spacewatch                  |
| 572104 - | 2008 CJ220               | 2 febbraio 2008   | Spacewatch                  |
| 572105 - | 2008 CK220               | 9 febbraio 2008   | Mount Lemmon Survey         |
| 572106 - | 2008 CO220               | 24 settembre 2011 | Pan-STARRS 1                |
| 572107 - | 2008 CR220               | 24 febbraio 2014  | Pan-STARRS 1                |
| 572108 - | 2008 CY220               | 8 marzo 2014      | Mount Lemmon Survey         |
| 572109 - | 2008 CZ220               | 27 agosto 2011    | Pan-STARRS 1                |
| 572110 - | 2008 CM221               | 26 febbraio 2014  | Pan-STARRS 1                |
| 572111 - | 2008 CS221               | 7 febbraio 2008   | Mount Lemmon Survey         |
| 572112 - | 2008 CY221               | 22 gennaio 2013   | Mount Lemmon Survey         |
| 572113 - | 2008 CU222               | 10 gennaio 2013   | Linero, B., Cueva, I. d. l. |
| 572114 - | 2008 CL223               | 12 febbraio 2008  | Mount Lemmon Survey         |
| 572115 - | 2008 CO223               | 13 febbraio 2008  | Spacewatch                  |
| 572116 - | 2008 CP223               | 9 febbraio 2008   | Mount Lemmon Survey         |
| 572117 - | 2008 CZ223               | 23 dicembre 2012  | Pan-STARRS 1                |
| 572118 - | 2008 CK224               | 14 febbraio 2008  | Mount Lemmon Survey         |
| 572119 - | 2008 CF225               | 6 ottobre 2013    | CSS                         |
| 572120 - | 2008 CY225               | 12 gennaio 2013   | Mount Lemmon Survey         |
| 572121 - | 2008 CB226               | 23 settembre 2011 | Pan-STARRS 1                |
| 572122 - | 2008 CV227               | 7 febbraio 2008   | Spacewatch                  |
| 572123 - | 2008 CY228               | 23 settembre 2011 | Holmes, R.                  |
| 572124 - | 2008 CN229               | 11 febbraio 2008  | Mount Lemmon Survey         |
| 572125 - | 2008 CS229               | 2 febbraio 2008   | Mount Lemmon Survey         |
| 572126 - | 2008 CY229               | 13 gennaio 2008   | Spacewatch                  |
| 572127 - | 2008 CP230               | 9 febbraio 2008   | Spacewatch                  |
| 572128 - | 2008 CQ230               | 13 gennaio 2008   | Spacewatch                  |
| 572129 - | 2008 CS230               | 13 gennaio 2008   | Spacewatch                  |
| 572130 - | 2008 CK231               | 26 agosto 2016    | Pan-STARRS 1                |
| 572131 - | 2008 CY231               | 8 marzo 2014      | Mount Lemmon Survey         |
| 572132 - | 2008 CF233               | 13 febbraio 2008  | Mount Lemmon Survey         |
| 572133 - | 2008 CK233               | 13 febbraio 2008  | Mount Lemmon Survey         |
| 572134 - | 2008 CT233               | 8 febbraio 2008   | Mount Lemmon Survey         |
| 572135 - | 2008 CE234               | 10 agosto 2016    | Pan-STARRS 1                |
| 572136 - | 2008 CH234               | 14 dicembre 2013  | Pan-STARRS 1                |
| 572137 - | 2008 CL234               | 1 aprile 2014     | Mount Lemmon Survey         |
| 572138 - | 2008 CP234               | 7 maggio 2014     | Pan-STARRS 1                |
| 572139 - | 2008 CS235               | 18 novembre 2017  | Pan-STARRS 1                |
| 572140 - | 2008 CM236               | 19 novembre 2014  | Mount Lemmon Survey         |
| 572141 - | 2008 CO237               | 18 maggio 2015    | Pan-STARRS 1                |
| 572142 - | 2008 CE238               | 8 febbraio 2008   | Spacewatch                  |
| 572143 - | 2008 CV238               | 9 febbraio 2008   | Spacewatch                  |
| 572144 - | 2008 CE239               | 3 febbraio 2008   | Spacewatch                  |
| 572145 - | 2008 CQ239               | 1 febbraio 2008   | Spacewatch                  |
| 572146 - | 2008 CK240               | 14 febbraio 2008  | Mount Lemmon Survey         |
| 572147 - | 2008 CN240               | 2 febbraio 2008   | Spacewatch                  |
| 572148 - | 2008 CT240               | 2 febbraio 2008   | Spacewatch                  |
| 572149 - | 2008 CU240               | 10 febbraio 2008  | Spacewatch                  |
| 572150 - | 2008 CJ243               | 9 febbraio 2008   | Mount Lemmon Survey         |
| 572151 - | 2008 CC244               | 10 febbraio 2008  | Spacewatch                  |
| 572152 - | 2008 CU244               | 10 febbraio 2008  | Spacewatch                  |
| 572153 - | 2008 CV244               | 12 febbraio 2008  | Mount Lemmon Survey         |
| 572154 - | 2008 CW244               | 7 febbraio 2008   | Spacewatch                  |
| 572155 - | 2008 DP2                 | 30 gennaio 2008   | Mount Lemmon Survey         |
| 572156 - | 2008 DX3                 | 30 gennaio 2008   | Mount Lemmon Survey         |
| 572157 - | 2008 DU6                 | 4 luglio 2005     | Mount Lemmon Survey         |
| 572158 - | 2008 DX9                 | 12 gennaio 2008   | Spacewatch                  |
| 572159 - | 2008 DE10                | 11 gennaio 2008   | Spacewatch                  |
| 572160 - | 2008 DH17                | 8 gennaio 2008    | Gierlinger, R.              |
| 572161 - | 2008 DD22                | 18 novembre 2006  | Spacewatch                  |
| 572162 - | 2008 DW28                | 11 gennaio 2008   | Spacewatch                  |
| 572163 - | 2008 DC29                | 9 febbraio 2008   | Spacewatch                  |
| 572164 - | 2008 DO44                | 10 febbraio 2008  | Spacewatch                  |
| 572165 - | 2008 DK51                | 19 novembre 1995  | Spacewatch                  |
| 572166 - | 2008 DO51                | 18 dicembre 2007  | Mount Lemmon Survey         |
| 572167 - | 2008 DJ52                | 29 febbraio 2008  | Mount Lemmon Survey         |
| 572168 - | 2008 DY55                | 28 febbraio 2008  | Spacewatch                  |
| 572169 - | 2008 DT56                | 28 febbraio 2008  | Mount Lemmon Survey         |
| 572170 - | 2008 DH63                | 15 dicembre 1999  | Spacewatch                  |
| 572171 - | 2008 DF71                | 28 febbraio 2008  | Mount Lemmon Survey         |
| 572172 - | 2008 DY73                | 27 febbraio 2008  | Mount Lemmon Survey         |
| 572173 - | 2008 DC74                | 21 settembre 2001 | Spacewatch                  |
| 572174 - | 2008 DP75                | 28 agosto 2005    | Spacewatch                  |
| 572175 - | 2008 DJ77                | 28 febbraio 2008  | Mount Lemmon Survey         |
| 572176 - | 2008 DE78                | 15 luglio 2004    | Siding Spring Survey        |
| 572177 - | 2008 DA79                | 29 febbraio 2008  | Mount Lemmon Survey         |
| 572178 - | 2008 DE80                | 13 settembre 2005 | Spacewatch                  |
| 572179 - | 2008 DU87                | 7 febbraio 2008   | Spacewatch                  |
| 572180 - | 2008 DO90                | 18 febbraio 2008  | Mount Lemmon Survey         |
| 572181 - | 2008 DS90                | 28 febbraio 2008  | Mount Lemmon Survey         |
| 572182 - | 2008 DU90                | 16 febbraio 2015  | Pan-STARRS 1                |
| 572183 - | 2008 DB91                | 26 febbraio 2014  | Mount Lemmon Survey         |
| 572184 - | 2008 DD91                | 2 agosto 2016     | Pan-STARRS 1                |
| 572185 - | 2008 DD92                | 28 febbraio 2008  | Mount Lemmon Survey         |
| 572186 - | 2008 DS93                | 29 agosto 2016    | Mount Lemmon Survey         |
| 572187 - | 2008 DR94                | 26 febbraio 2008  | Spacewatch                  |
| 572188 - | 2008 DK96                | 24 febbraio 2008  | Spacewatch                  |
| 572189 - | 2008 DT96                | 28 febbraio 2008  | Spacewatch                  |
| 572190 - | 2008 DU96                | 28 febbraio 2008  | Spacewatch                  |
| 572191 - | 2008 DB97                | 28 febbraio 2008  | Mount Lemmon Survey         |
| 572192 - | 2008 DG97                | 25 febbraio 2008  | Mount Lemmon Survey         |
| 572193 - | 2008 DT97                | 18 febbraio 2008  | Mount Lemmon Survey         |
| 572194 - | 2008 EZ2                 | 1 marzo 2008      | Mount Lemmon Survey         |
| 572195 - | 2008 EA4                 | 1 marzo 2008      | Mount Lemmon Survey         |
| 572196 - | 2008 EM8                 | 6 marzo 2008      | Mount Lemmon Survey         |
| 572197 - | 2008 EH12                | 1 marzo 2008      | Spacewatch                  |
| 572198 - | 2008 EZ24                | 3 marzo 2008      | Mount Lemmon Survey         |
| 572199 - | 2008 EE27                | 4 marzo 2008      | Mount Lemmon Survey         |
| 572200 - | 2008 EF27                | 4 marzo 2008      | Mount Lemmon Survey         |

## 572201-572300
| Nome          | Designazione provvisoria | Data di scoperta | Scopritore                |
| ------------- | ------------------------ | ---------------- | ------------------------- |
| 572201 -      | 2008 EL31                | 5 marzo 2008     | Mount Lemmon Survey       |
| 572202 -      | 2008 EN31                | 5 marzo 2008     | Mount Lemmon Survey       |
| 572203 -      | 2008 EM43                | 5 marzo 2008     | Mount Lemmon Survey       |
| 572204 -      | 2008 EH51                | 29 febbraio 2008 | Spacewatch                |
| 572205 -      | 2008 ES51                | 6 marzo 2008     | Mount Lemmon Survey       |
| 572206 -      | 2008 EJ52                | 27 luglio 2014   | Pan-STARRS 1              |
| 572207 -      | 2008 EB58                | 7 marzo 2008     | Mount Lemmon Survey       |
| 572208 -      | 2008 EA59                | 31 luglio 2005   | NEAT                      |
| 572209 -      | 2008 EN63                | 9 marzo 2008     | Mount Lemmon Survey       |
| 572210 -      | 2008 ES63                | 8 marzo 2008     | CSS                       |
| 572211 -      | 2008 EE67                | 9 marzo 2008     | Mount Lemmon Survey       |
| 572212 -      | 2008 EA69                | 13 gennaio 2004  | Spacewatch                |
| 572213 -      | 2008 EU72                | 6 marzo 2008     | Mount Lemmon Survey       |
| 572214 -      | 2008 EQ74                | 27 agosto 2005   | Spacewatch                |
| 572215 -      | 2008 ES79                | 8 marzo 2008     | Mount Lemmon Survey       |
| 572216 -      | 2008 EK83                | 29 aprile 2003   | Spacewatch                |
| 572217 Dramba | 2008 EA84                | 11 marzo 2008    | EURONEAR, -               |
| 572218 -      | 2008 EO85                | 13 marzo 2008    | Mount Lemmon Survey       |
| 572219 -      | 2008 EJ93                | 28 gennaio 2000  | Spacewatch                |
| 572220 -      | 2008 ET94                | 5 marzo 2008     | Mount Lemmon Survey       |
| 572221 -      | 2008 ED96                | 6 marzo 2008     | Mount Lemmon Survey       |
| 572222 -      | 2008 EQ103               | 5 marzo 2008     | Mount Lemmon Survey       |
| 572223 -      | 2008 ET104               | 6 marzo 2008     | Mount Lemmon Survey       |
| 572224 -      | 2008 EA106               | 6 marzo 2008     | Mount Lemmon Survey       |
| 572225 -      | 2008 EQ110               | 8 febbraio 2008  | Mount Lemmon Survey       |
| 572226 -      | 2008 ED111               | 8 marzo 2008     | Spacewatch                |
| 572227 -      | 2008 EU111               | 8 marzo 2008     | Spacewatch                |
| 572228 -      | 2008 EQ113               | 25 aprile 2003   | Spacewatch                |
| 572229 -      | 2008 EW113               | 8 marzo 2008     | Mount Lemmon Survey       |
| 572230 -      | 2008 EA115               | 8 marzo 2008     | Spacewatch                |
| 572231 -      | 2008 EA117               | 8 marzo 2008     | Spacewatch                |
| 572232 -      | 2008 EZ119               | 27 gennaio 2004  | Spacewatch                |
| 572233 -      | 2008 EK125               | 10 marzo 2008    | Mount Lemmon Survey       |
| 572234 -      | 2008 EF131               | 11 marzo 2008    | Mount Lemmon Survey       |
| 572235 -      | 2008 EO131               | 21 marzo 2004    | Spacewatch                |
| 572236 -      | 2008 EP133               | 11 marzo 2008    | Mount Lemmon Survey       |
| 572237 -      | 2008 EG134               | 11 marzo 2008    | Mount Lemmon Survey       |
| 572238 -      | 2008 ED137               | 28 febbraio 2008 | Spacewatch                |
| 572239 -      | 2008 EZ137               | 11 marzo 2008    | Mount Lemmon Survey       |
| 572240 -      | 2008 EP138               | 25 gennaio 2003  | Boattini, A., Hainaut, O. |
| 572241 -      | 2008 EV140               | 4 marzo 2008     | Spacewatch                |
| 572242 -      | 2008 EK144               | 3 maggio 2008    | Mount Lemmon Survey       |
| 572243 -      | 2008 EP161               | 8 marzo 2008     | Mount Lemmon Survey       |
| 572244 -      | 2008 EO164               | 16 gennaio 2008  | Mount Lemmon Survey       |
| 572245 -      | 2008 EV171               | 28 marzo 2008    | Spacewatch                |
| 572246 -      | 2008 EL172               | 16 giugno 2015   | Pan-STARRS 1              |
| 572247 -      | 2008 EO172               | 10 marzo 2008    | Spacewatch                |
| 572248 -      | 2008 EV172               | 12 giugno 2015   | Pan-STARRS 1              |
| 572249 -      | 2008 EW172               | 26 ottobre 2011  | Pan-STARRS 1              |
| 572250 -      | 2008 EY172               | 21 ottobre 2011  | Spacewatch                |
| 572251 -      | 2008 EJ173               | 27 novembre 2014 | Pan-STARRS 1              |
| 572252 -      | 2008 EP173               | 15 marzo 2008    | Mount Lemmon Survey       |
| 572253 -      | 2008 EQ173               | 24 ottobre 2011  | Pan-STARRS 1              |
| 572254 -      | 2008 ET173               | 10 ottobre 2012  | Mount Lemmon Survey       |
| 572255 -      | 2008 ED174               | 26 febbraio 2014 | Pan-STARRS 1              |
| 572256 -      | 2008 EJ174               | 14 marzo 2015    | Pan-STARRS 1              |
| 572257 -      | 2008 EQ174               | 15 gennaio 2015  | Mount Lemmon Survey       |
| 572258 -      | 2008 EW174               | 3 novembre 2011  | CSS                       |
| 572259 -      | 2008 EP175               | 28 febbraio 2014 | Pan-STARRS 1              |
| 572260 -      | 2008 EZ175               | 4 settembre 2016 | Mount Lemmon Survey       |
| 572261 -      | 2008 EC176               | 3 novembre 2011  | Spacewatch                |
| 572262 -      | 2008 ES176               | 10 agosto 2016   | Pan-STARRS 1              |
| 572263 -      | 2008 EV176               | 26 febbraio 2008 | Spacewatch                |
| 572264 -      | 2008 EH177               | 11 marzo 2008    | Spacewatch                |
| 572265 -      | 2008 EL177               | 22 agosto 2010   | Klein, M.                 |
| 572266 -      | 2008 EG179               | 1 marzo 2008     | Spacewatch                |
| 572267 -      | 2008 EV179               | 23 ottobre 2011  | Spacewatch                |
| 572268 -      | 2008 ED180               | 11 gennaio 2016  | Pan-STARRS 1              |
| 572269 -      | 2008 EV180               | 28 aprile 2003   | Spacewatch                |
| 572270 -      | 2008 EF181               | 12 marzo 2013    | Palomar Transient Factory |
| 572271 -      | 2008 EG181               | 28 gennaio 2015  | Pan-STARRS 1              |
| 572272 -      | 2008 EX181               | 22 giugno 2015   | Pan-STARRS 1              |
| 572273 -      | 2008 EC182               | 30 luglio 2017   | Pan-STARRS 1              |
| 572274 -      | 2008 EH182               | 25 maggio 2014   | Pan-STARRS 1              |
| 572275 -      | 2008 ED186               | 22 dicembre 2012 | Pan-STARRS 1              |
| 572276 -      | 2008 EA187               | 16 dicembre 2017 | Mount Lemmon Survey       |
| 572277 -      | 2008 ET188               | 24 ottobre 2011  | Mount Lemmon Survey       |
| 572278 -      | 2008 EG190               | 13 marzo 2008    | Spacewatch                |
| 572279 -      | 2008 EL190               | 6 marzo 2008     | Mount Lemmon Survey       |
| 572280 -      | 2008 EM190               | 7 marzo 2008     | Mount Lemmon Survey       |
| 572281 -      | 2008 EQ190               | 6 marzo 2008     | Mount Lemmon Survey       |
| 572282 -      | 2008 EY190               | 13 marzo 2008    | Spacewatch                |
| 572283 -      | 2008 ER191               | 12 marzo 2008    | Mount Lemmon Survey       |
| 572284 -      | 2008 ES191               | 7 marzo 2008     | Spacewatch                |
| 572285 -      | 2008 EH192               | 11 marzo 2008    | Spacewatch                |
| 572286 -      | 2008 EY192               | 8 marzo 2008     | Mount Lemmon Survey       |
| 572287 -      | 2008 EY193               | 7 marzo 2008     | Mount Lemmon Survey       |
| 572288 -      | 2008 EN194               | 4 marzo 2008     | Mount Lemmon Survey       |
| 572289 -      | 2008 EO194               | 6 marzo 2008     | Mount Lemmon Survey       |
| 572290 -      | 2008 FL21                | 5 marzo 2008     | Spacewatch                |
| 572291 -      | 2008 FN22                | 10 marzo 2008    | Mount Lemmon Survey       |
| 572292 -      | 2008 FT29                | 28 febbraio 2008 | Mount Lemmon Survey       |
| 572293 -      | 2008 FS31                | 10 aprile 2003   | Spacewatch                |
| 572294 -      | 2008 FO44                | 28 marzo 2008    | Mount Lemmon Survey       |
| 572295 -      | 2008 FP44                | 28 marzo 2008    | Mount Lemmon Survey       |
| 572296 -      | 2008 FW45                | 28 marzo 2008    | Mount Lemmon Survey       |
| 572297 -      | 2008 FE46                | 28 marzo 2008    | Mount Lemmon Survey       |
| 572298 -      | 2008 FV47                | 28 marzo 2008    | Mount Lemmon Survey       |
| 572299 -      | 2008 FX47                | 15 marzo 2008    | Mount Lemmon Survey       |
| 572300 -      | 2008 FS50                | 28 marzo 2008    | Spacewatch                |

## 572301-572400
| Nome     | Designazione provvisoria | Data di scoperta  | Scopritore                  |
| -------- | ------------------------ | ----------------- | --------------------------- |
| 572301 - | 2008 FQ51                | 12 marzo 2008     | Spacewatch                  |
| 572302 - | 2008 FZ71                | 30 marzo 2008     | Spacewatch                  |
| 572303 - | 2008 FN72                | 30 marzo 2008     | Spacewatch                  |
| 572304 - | 2008 FV74                | 31 marzo 2008     | Mount Lemmon Survey         |
| 572305 - | 2008 FH83                | 28 marzo 2008     | Spacewatch                  |
| 572306 - | 2008 FZ84                | 28 febbraio 2008  | Mount Lemmon Survey         |
| 572307 - | 2008 FK86                | 8 ottobre 2005    | Cernis, K., Zdanavicius, J. |
| 572308 - | 2008 FR89                | 6 febbraio 2008   | CSS                         |
| 572309 - | 2008 FS94                | 29 marzo 2008     | Spacewatch                  |
| 572310 - | 2008 FZ100               | 30 marzo 2008     | Spacewatch                  |
| 572311 - | 2008 FM103               | 30 marzo 2008     | Spacewatch                  |
| 572312 - | 2008 FU105               | 10 marzo 2008     | Spacewatch                  |
| 572313 - | 2008 FL110               | 31 marzo 2008     | Mount Lemmon Survey         |
| 572314 - | 2008 FD113               | 31 marzo 2008     | Spacewatch                  |
| 572315 - | 2008 FK116               | 31 marzo 2008     | Mount Lemmon Survey         |
| 572316 - | 2008 FB120               | 31 marzo 2008     | Mount Lemmon Survey         |
| 572317 - | 2008 FS122               | 27 marzo 2008     | Mount Lemmon Survey         |
| 572318 - | 2008 FH126               | 10 febbraio 2008  | Spacewatch                  |
| 572319 - | 2008 FZ126               | 31 marzo 2008     | Spacewatch                  |
| 572320 - | 2008 FH132               | 27 marzo 2008     | Mount Lemmon Survey         |
| 572321 - | 2008 FU139               | 27 novembre 2011  | Spacewatch                  |
| 572322 - | 2008 FN141               | 26 marzo 2008     | Mount Lemmon Survey         |
| 572323 - | 2008 FR141               | 30 marzo 2008     | Spacewatch                  |
| 572324 - | 2008 FD142               | 31 marzo 2008     | Mount Lemmon Survey         |
| 572325 - | 2008 FD143               | 27 marzo 2008     | Spacewatch                  |
| 572326 - | 2008 FL145               | 29 marzo 2008     | Spacewatch                  |
| 572327 - | 2008 FP145               | 31 marzo 2008     | Mount Lemmon Survey         |
| 572328 - | 2008 FZ145               | 28 marzo 2008     | Mount Lemmon Survey         |
| 572329 - | 2008 FJ146               | 30 marzo 2008     | Spacewatch                  |
| 572330 - | 2008 GB11                | 1 aprile 2008     | Spacewatch                  |
| 572331 - | 2008 GE13                | 3 aprile 2008     | Spacewatch                  |
| 572332 - | 2008 GA14                | 1 marzo 2008      | Spacewatch                  |
| 572333 - | 2008 GM17                | 16 novembre 2006  | Spacewatch                  |
| 572334 - | 2008 GX23                | 17 maggio 1996    | Spacewatch                  |
| 572335 - | 2008 GB25                | 30 agosto 2005    | Spacewatch                  |
| 572336 - | 2008 GT25                | 1 aprile 2008     | Mount Lemmon Survey         |
| 572337 - | 2008 GP26                | 1 aprile 2008     | Spacewatch                  |
| 572338 - | 2008 GC27                | 12 febbraio 2008  | Mount Lemmon Survey         |
| 572339 - | 2008 GT27                | 10 marzo 2008     | Spacewatch                  |
| 572340 - | 2008 GW37                | 3 aprile 2008     | Spacewatch                  |
| 572341 - | 2008 GF40                | 18 marzo 2004     | Spacewatch                  |
| 572342 - | 2008 GY43                | 9 febbraio 2008   | Mount Lemmon Survey         |
| 572343 - | 2008 GC44                | 4 aprile 2008     | Spacewatch                  |
| 572344 - | 2008 GA45                | 4 aprile 2008     | Spacewatch                  |
| 572345 - | 2008 GK45                | 4 aprile 2008     | Mount Lemmon Survey         |
| 572346 - | 2008 GP46                | 4 aprile 2008     | Spacewatch                  |
| 572347 - | 2008 GA47                | 4 aprile 2008     | Spacewatch                  |
| 572348 - | 2008 GD52                | 28 marzo 2008     | Mount Lemmon Survey         |
| 572349 - | 2008 GY55                | 5 aprile 2008     | Mount Lemmon Survey         |
| 572350 - | 2008 GA60                | 5 aprile 2008     | Spacewatch                  |
| 572351 - | 2008 GX71                | 28 marzo 2008     | Spacewatch                  |
| 572352 - | 2008 GC72                | 7 aprile 2008     | Spacewatch                  |
| 572353 - | 2008 GE77                | 3 aprile 2008     | Spacewatch                  |
| 572354 - | 2008 GU77                | 3 aprile 2008     | Spacewatch                  |
| 572355 - | 2008 GY77                | 18 gennaio 2005   | Spacewatch                  |
| 572356 - | 2008 GR78                | 7 aprile 2008     | Mount Lemmon Survey         |
| 572357 - | 2008 GL81                | 7 aprile 2008     | Spacewatch                  |
| 572358 - | 2008 GR83                | 8 marzo 2008      | Mount Lemmon Survey         |
| 572359 - | 2008 GP90                | 4 marzo 2008      | Mount Lemmon Survey         |
| 572360 - | 2008 GO94                | 5 marzo 2008      | Spacewatch                  |
| 572361 - | 2008 GD98                | 1 ottobre 2005    | Mount Lemmon Survey         |
| 572362 - | 2008 GC101               | 9 aprile 2008     | Spacewatch                  |
| 572363 - | 2008 GM103               | 11 aprile 2008    | Spacewatch                  |
| 572364 - | 2008 GN104               | 30 gennaio 2004   | Spacewatch                  |
| 572365 - | 2008 GM105               | 11 aprile 2008    | CSS                         |
| 572366 - | 2008 GZ112               | 13 settembre 2005 | CSS                         |
| 572367 - | 2008 GN114               | 10 aprile 2008    | CSS                         |
| 572368 - | 2008 GV132               | 14 aprile 2008    | Mount Lemmon Survey         |
| 572369 - | 2008 GC136               | 28 marzo 2012     | Mount Lemmon Survey         |
| 572370 - | 2008 GT136               | 6 aprile 2008     | Spacewatch                  |
| 572371 - | 2008 GE139               | 1 aprile 2008     | Spacewatch                  |
| 572372 - | 2008 GC149               | 11 giugno 2004    | Spacewatch                  |
| 572373 - | 2008 GF149               | 15 aprile 2008    | Spacewatch                  |
| 572374 - | 2008 GR149               | 1 aprile 2008     | Mount Lemmon Survey         |
| 572375 - | 2008 GT149               | 31 ottobre 2011   | Mount Lemmon Survey         |
| 572376 - | 2008 GB151               | 4 aprile 2008     | Mount Lemmon Survey         |
| 572377 - | 2008 GD151               | 3 aprile 2008     | Spacewatch                  |
| 572378 - | 2008 GK151               | 3 settembre 2010  | Mount Lemmon Survey         |
| 572379 - | 2008 GO151               | 24 settembre 2011 | Mount Lemmon Survey         |
| 572380 - | 2008 GB152               | 29 luglio 2009    | Spacewatch                  |
| 572381 - | 2008 GF152               | 3 febbraio 2013   | Pan-STARRS 1                |
| 572382 - | 2008 GH152               | 13 ottobre 2013   | Spacewatch                  |
| 572383 - | 2008 GO152               | 1 novembre 2013   | Mount Lemmon Survey         |
| 572384 - | 2008 GT152               | 16 febbraio 2015  | Pan-STARRS 1                |
| 572385 - | 2008 GW152               | 24 aprile 2014    | Mount Lemmon Survey         |
| 572386 - | 2008 GZ152               | 31 gennaio 2016   | Pan-STARRS 1                |
| 572387 - | 2008 GU155               | 15 aprile 2008    | Mount Lemmon Survey         |
| 572388 - | 2008 GG158               | 18 febbraio 2015  | Pan-STARRS 1                |
| 572389 - | 2008 GH158               | 9 aprile 2008     | Mount Lemmon Survey         |
| 572390 - | 2008 GN158               | 26 settembre 2011 | Pan-STARRS 1                |
| 572391 - | 2008 GA159               | 3 agosto 2016     | Pan-STARRS 1                |
| 572392 - | 2008 GJ159               | 6 marzo 2013      | Pan-STARRS 1                |
| 572393 - | 2008 GN159               | 1 aprile 2008     | Mount Lemmon Survey         |
| 572394 - | 2008 GS159               | 27 dicembre 2011  | Mount Lemmon Survey         |
| 572395 - | 2008 GD160               | 29 novembre 2014  | Mount Lemmon Survey         |
| 572396 - | 2008 GB161               | 24 luglio 2017    | Pan-STARRS 1                |
| 572397 - | 2008 GJ161               | 12 settembre 2015 | PMO NEO Survey Program      |
| 572398 - | 2008 GW162               | 13 luglio 2013    | Pan-STARRS 1                |
| 572399 - | 2008 GA163               | 26 settembre 2012 | Mount Lemmon Survey         |
| 572400 - | 2008 GC163               | 13 aprile 2008    | Spacewatch                  |

## 572401-572500
| Nome     | Designazione provvisoria | Data di scoperta  | Scopritore          |
| -------- | ------------------------ | ----------------- | ------------------- |
| 572401 - | 2008 GL163               | 4 ottobre 2013    | Spacewatch          |
| 572402 - | 2008 GU163               | 6 aprile 2008     | Spacewatch          |
| 572403 - | 2008 GG166               | 4 aprile 2008     | Spacewatch          |
| 572404 - | 2008 GH166               | 9 aprile 2008     | Spacewatch          |
| 572405 - | 2008 GM166               | 23 ottobre 2011   | Spacewatch          |
| 572406 - | 2008 GG167               | 6 aprile 2008     | Mount Lemmon Survey |
| 572407 - | 2008 GP167               | 1 aprile 2008     | Spacewatch          |
| 572408 - | 2008 GD168               | 5 aprile 2008     | Mount Lemmon Survey |
| 572409 - | 2008 GR168               | 3 aprile 2008     | Spacewatch          |
| 572410 - | 2008 HT3                 | 29 aprile 2008    | Spacewatch          |
| 572411 - | 2008 HU10                | 24 aprile 2008    | Spacewatch          |
| 572412 - | 2008 HY14                | 29 agosto 2005    | Spacewatch          |
| 572413 - | 2008 HK15                | 25 aprile 2008    | Spacewatch          |
| 572414 - | 2008 HB19                | 13 marzo 2008     | Spacewatch          |
| 572415 - | 2008 HT23                | 27 aprile 2008    | Spacewatch          |
| 572416 - | 2008 HR38                | 25 aprile 2008    | Mount Lemmon Survey |
| 572417 - | 2008 HK41                | 26 aprile 2008    | Mount Lemmon Survey |
| 572418 - | 2008 HY45                | 28 aprile 2008    | Spacewatch          |
| 572419 - | 2008 HS48                | 11 aprile 2008    | Mount Lemmon Survey |
| 572420 - | 2008 HF51                | 29 aprile 2008    | Spacewatch          |
| 572421 - | 2008 HA56                | 29 aprile 2008    | Spacewatch          |
| 572422 - | 2008 HQ57                | 3 novembre 2004   | Spacewatch          |
| 572423 - | 2008 HO59                | 5 aprile 2008     | Spacewatch          |
| 572424 - | 2008 HH64                | 29 aprile 2008    | Mount Lemmon Survey |
| 572425 - | 2008 HH68                | 29 aprile 2008    | Mount Lemmon Survey |
| 572426 - | 2008 HP69                | 29 aprile 2008    | Mount Lemmon Survey |
| 572427 - | 2008 HW74                | 15 aprile 2012    | Pan-STARRS 1        |
| 572428 - | 2008 HL75                | 30 aprile 2008    | Mount Lemmon Survey |
| 572429 - | 2008 HT75                | 24 aprile 2008    | Spacewatch          |
| 572430 - | 2008 HK76                | 4 aprile 2016     | Pan-STARRS 1        |
| 572431 - | 2008 JQ7                 | 3 maggio 2008     | Mount Lemmon Survey |
| 572432 - | 2008 JN9                 | 22 ottobre 2006   | Spacewatch          |
| 572433 - | 2008 JZ9                 | 3 maggio 2008     | Spacewatch          |
| 572434 - | 2008 JF20                | 4 maggio 2008     | Ivashchenko, Y.     |
| 572435 - | 2008 JU24                | 27 novembre 2006  | Spacewatch          |
| 572436 - | 2008 JZ26                | 10 febbraio 2007  | CSS                 |
| 572437 - | 2008 JS29                | 11 maggio 2008    | Spacewatch          |
| 572438 - | 2008 JX39                | 7 maggio 2008     | Spacewatch          |
| 572439 - | 2008 JK40                | 4 maggio 2008     | Spacewatch          |
| 572440 - | 2008 JO40                | 13 maggio 2008    | Mount Lemmon Survey |
| 572441 - | 2008 JW42                | 27 febbraio 2012  | Pan-STARRS 1        |
| 572442 - | 2008 JD43                | 7 maggio 2008     | Mount Lemmon Survey |
| 572443 - | 2008 JE43                | 17 settembre 2010 | Mount Lemmon Survey |
| 572444 - | 2008 JF43                | 5 maggio 2008     | Mount Lemmon Survey |
| 572445 - | 2008 JP43                | 15 maggio 2008    | Mount Lemmon Survey |
| 572446 - | 2008 JD44                | 3 maggio 2008     | Mount Lemmon Survey |
| 572447 - | 2008 JU45                | 3 maggio 2008     | Mount Lemmon Survey |
| 572448 - | 2008 JY45                | 5 maggio 2008     | Mount Lemmon Survey |
| 572449 - | 2008 JM46                | 20 gennaio 2018   | Pan-STARRS 1        |
| 572450 - | 2008 JR46                | 3 maggio 2008     | Mount Lemmon Survey |
| 572451 - | 2008 JX46                | 3 maggio 2008     | Spacewatch          |
| 572452 - | 2008 JZ46                | 15 maggio 2008    | Mount Lemmon Survey |
| 572453 - | 2008 JB47                | 11 luglio 2016    | Pan-STARRS 1        |
| 572454 - | 2008 JF47                | 29 aprile 2008    | Spacewatch          |
| 572455 - | 2008 JM47                | 3 ottobre 2013    | Spacewatch          |
| 572456 - | 2008 JW47                | 15 marzo 2013     | Mount Lemmon Survey |
| 572457 - | 2008 JA48                | 3 maggio 2008     | Spacewatch          |
| 572458 - | 2008 JU48                | 7 aprile 2013     | Mount Lemmon Survey |
| 572459 - | 2008 JZ49                | 3 maggio 2008     | Mount Lemmon Survey |
| 572460 - | 2008 JA51                | 11 maggio 2008    | Mount Lemmon Survey |
| 572461 - | 2008 JB51                | 8 maggio 2008     | Spacewatch          |
| 572462 - | 2008 JP51                | 5 maggio 2008     | Mount Lemmon Survey |
| 572463 - | 2008 JO52                | 7 maggio 2008     | Spacewatch          |
| 572464 - | 2008 JS52                | 5 maggio 2008     | Spacewatch          |
| 572465 - | 2008 KQ4                 | 27 maggio 2008    | Spacewatch          |
| 572466 - | 2008 KX13                | 27 maggio 2008    | Spacewatch          |
| 572467 - | 2008 KC14                | 28 aprile 2008    | Spacewatch          |
| 572468 - | 2008 KN14                | 14 aprile 2008    | Mount Lemmon Survey |
| 572469 - | 2008 KO15                | 15 aprile 2008    | Mount Lemmon Survey |
| 572470 - | 2008 KF21                | 28 maggio 2008    | Spacewatch          |
| 572471 - | 2008 KU24                | 28 maggio 2008    | Spacewatch          |
| 572472 - | 2008 KX24                | 28 maggio 2008    | Spacewatch          |
| 572473 - | 2008 KC30                | 15 maggio 2008    | Mount Lemmon Survey |
| 572474 - | 2008 KJ34                | 14 aprile 2008    | Mount Lemmon Survey |
| 572475 - | 2008 KQ38                | 30 maggio 2008    | Spacewatch          |
| 572476 - | 2008 KA40                | 3 maggio 2008     | Mount Lemmon Survey |
| 572477 - | 2008 KE40                | 25 novembre 2005  | Spacewatch          |
| 572478 - | 2008 KA41                | 27 gennaio 2007   | Spacewatch          |
| 572479 - | 2008 KY41                | 14 maggio 2008    | Spacewatch          |
| 572480 - | 2008 KU43                | 25 febbraio 2011  | Mount Lemmon Survey |
| 572481 - | 2008 KV43                | 4 marzo 2013      | Pan-STARRS 1        |
| 572482 - | 2008 KX43                | 5 marzo 2013      | Mount Lemmon Survey |
| 572483 - | 2008 KN44                | 14 gennaio 2011   | Mount Lemmon Survey |
| 572484 - | 2008 KJ45                | 27 maggio 2008    | Spacewatch          |
| 572485 - | 2008 KL45                | 31 maggio 2014    | Pan-STARRS 1        |
| 572486 - | 2008 KM45                | 6 marzo 2013      | Pan-STARRS 1        |
| 572487 - | 2008 KP45                | 1 maggio 2016     | Pan-STARRS 1        |
| 572488 - | 2008 KR45                | 30 agosto 2016    | Pan-STARRS 1        |
| 572489 - | 2008 KT46                | 19 marzo 2013     | Pan-STARRS 1        |
| 572490 - | 2008 KH47                | 27 maggio 2008    | Spacewatch          |
| 572491 - | 2008 KL47                | 12 febbraio 2018  | Pan-STARRS 1        |
| 572492 - | 2008 KH48                | 30 aprile 2014    | Pan-STARRS 1        |
| 572493 - | 2008 LB7                 | 13 maggio 2008    | Mount Lemmon Survey |
| 572494 - | 2008 LY8                 | 16 aprile 2008    | Mount Lemmon Survey |
| 572495 - | 2008 LP13                | 23 settembre 2000 | LINEAR              |
| 572496 - | 2008 LP14                | 8 giugno 2008     | Spacewatch          |
| 572497 - | 2008 LJ15                | 28 maggio 2008    | Spacewatch          |
| 572498 - | 2008 LM18                | 2 giugno 2008     | Mount Lemmon Survey |
| 572499 - | 2008 LV18                | 25 gennaio 2011   | Mount Lemmon Survey |
| 572500 - | 2008 LZ18                | 24 aprile 2012    | Spacewatch          |

## 572501-572600
| Nome     | Designazione provvisoria | Data di scoperta  | Scopritore                      |
| -------- | ------------------------ | ----------------- | ------------------------------- |
| 572501 - | 2008 LX19                | 25 settembre 2016 | Pan-STARRS 1                    |
| 572502 - | 2008 LK20                | 16 novembre 2010  | Holmes, R.                      |
| 572503 - | 2008 LP20                | 7 maggio 2014     | Pan-STARRS 1                    |
| 572504 - | 2008 NO5                 | 3 luglio 2008     | Siding Spring Survey            |
| 572505 - | 2008 OJ6                 | 28 maggio 2008    | Mount Lemmon Survey             |
| 572506 - | 2008 OX13                | 30 luglio 2008    | OAM Observatory                 |
| 572507 - | 2008 OE17                | 29 luglio 2008    | Mount Lemmon Survey             |
| 572508 - | 2008 OJ26                | 18 febbraio 2015  | Pan-STARRS 1                    |
| 572509 - | 2008 ON26                | 30 luglio 2008    | Mount Lemmon Survey             |
| 572510 - | 2008 OZ26                | 29 luglio 2008    | Spacewatch                      |
| 572511 - | 2008 OE27                | 6 novembre 2013   | Pan-STARRS 1                    |
| 572512 - | 2008 OG27                | 10 febbraio 2011  | Mount Lemmon Survey             |
| 572513 - | 2008 OL27                | 3 febbraio 2016   | Pan-STARRS 1                    |
| 572514 - | 2008 PS9                 | 29 luglio 2008    | Spacewatch                      |
| 572515 - | 2008 PT12                | 9 agosto 2008     | OAM Observatory                 |
| 572516 - | 2008 PF21                | 5 agosto 2008     | Siding Spring Survey            |
| 572517 - | 2008 PB24                | 4 agosto 2008     | OAM Observatory                 |
| 572518 - | 2008 QE                  | 28 luglio 2008    | Mount Lemmon Survey             |
| 572519 - | 2008 QT1                 | 24 agosto 2008    | OAM Observatory                 |
| 572520 - | 2008 QE3                 | 24 agosto 2008    | Jacquinot, H.                   |
| 572521 - | 2008 QH4                 | 20 agosto 2008    | Spacewatch                      |
| 572522 - | 2008 QL14                | 7 ottobre 2004    | Spacewatch                      |
| 572523 - | 2008 QS14                | 20 agosto 2008    | Spacewatch                      |
| 572524 - | 2008 QZ18                | 29 agosto 2008    | Kugel, C. R. F.                 |
| 572525 - | 2008 QG19                | 23 agosto 2008    | Tucker, R.                      |
| 572526 - | 2008 QZ19                | 30 agosto 2008    | Mahony, J.                      |
| 572527 - | 2008 QF22                | 26 agosto 2008    | LINEAR                          |
| 572528 - | 2008 QN22                | 22 gennaio 2006   | Mount Lemmon Survey             |
| 572529 - | 2008 QO25                | 30 agosto 2008    | Ries, W.                        |
| 572530 - | 2008 QM30                | 30 agosto 2008    | LINEAR                          |
| 572531 - | 2008 QH35                | 31 agosto 2008    | Cernis, K., Zdanavicius, J.     |
| 572532 - | 2008 QN38                | 4 settembre 2008  | Tucker, R.                      |
| 572533 - | 2008 QK39                | 24 agosto 2008    | Spacewatch                      |
| 572534 - | 2008 QA43                | 24 agosto 2008    | Skvarc, J.                      |
| 572535 - | 2008 QJ46                | 28 gennaio 2007   | Spacewatch                      |
| 572536 - | 2008 QZ48                | 24 aprile 2014    | Mount Lemmon Survey             |
| 572537 - | 2008 QZ50                | 15 ottobre 2004   | Mount Lemmon Survey             |
| 572538 - | 2008 RY                  | 1 settembre 2008  | OAM Observatory                 |
| 572539 - | 2008 RU3                 | 2 settembre 2008  | Spacewatch                      |
| 572540 - | 2008 RA7                 | 3 settembre 2008  | Spacewatch                      |
| 572541 - | 2008 RB8                 | 23 agosto 2008    | Tucker, R.                      |
| 572542 - | 2008 RO10                | 3 settembre 2008  | Spacewatch                      |
| 572543 - | 2008 RO14                | 2 febbraio 2006   | Spacewatch                      |
| 572544 - | 2008 RS14                | 24 agosto 2008    | Spacewatch                      |
| 572545 - | 2008 RG22                | 3 settembre 2008  | OAM Observatory                 |
| 572546 - | 2008 RG31                | 2 settembre 2008  | Spacewatch                      |
| 572547 - | 2008 RL47                | 6 settembre 2008  | Mount Lemmon Survey             |
| 572548 - | 2008 RP56                | 24 agosto 2008    | Spacewatch                      |
| 572549 - | 2008 RR58                | 3 settembre 2008  | Spacewatch                      |
| 572550 - | 2008 RN59                | 6 aprile 2002     | Cerro Tololo                    |
| 572551 - | 2008 RY59                | 8 agosto 2008     | OAM Observatory                 |
| 572552 - | 2008 RV61                | 4 settembre 2008  | Spacewatch                      |
| 572553 - | 2008 RK65                | 4 settembre 2008  | Spacewatch                      |
| 572554 - | 2008 RS66                | 4 settembre 2008  | Spacewatch                      |
| 572555 - | 2008 RZ68                | 4 settembre 2008  | Spacewatch                      |
| 572556 - | 2008 RU70                | 6 settembre 2008  | Mount Lemmon Survey             |
| 572557 - | 2008 RS72                | 2 dicembre 2005   | Wasserman, L. H., Millis, R. L. |
| 572558 - | 2008 RV75                | 21 agosto 2008    | Spacewatch                      |
| 572559 - | 2008 RG77                | 6 settembre 2008  | Mount Lemmon Survey             |
| 572560 - | 2008 RA78                | 10 novembre 2004  | Spacewatch                      |
| 572561 - | 2008 RJ78                | 10 settembre 2008 | Young, J.                       |
| 572562 - | 2008 RN81                | 4 settembre 2008  | Spacewatch                      |
| 572563 - | 2008 RG88                | 5 settembre 2008  | Spacewatch                      |
| 572564 - | 2008 RM108               | 9 settembre 2008  | Mount Lemmon Survey             |
| 572565 - | 2008 RB122               | 3 settembre 2008  | Spacewatch                      |
| 572566 - | 2008 RP123               | 6 settembre 2008  | Spacewatch                      |
| 572567 - | 2008 RM124               | 26 gennaio 2006   | Spacewatch                      |
| 572568 - | 2008 RH132               | 25 aprile 2014    | Mount Lemmon Survey             |
| 572569 - | 2008 RZ132               | 9 settembre 2008  | CSS                             |
| 572570 - | 2008 RS135               | 3 settembre 2008  | Spacewatch                      |
| 572571 - | 2008 RO139               | 7 settembre 2008  | Mount Lemmon Survey             |
| 572572 - | 2008 RK140               | 9 settembre 2008  | Mount Lemmon Survey             |
| 572573 - | 2008 RH142               | 6 settembre 2008  | Spacewatch                      |
| 572574 - | 2008 RB143               | 7 marzo 2002      | McNaught, R. H.                 |
| 572575 - | 2008 RA147               | 7 settembre 2008  | Mount Lemmon Survey             |
| 572576 - | 2008 RR147               | 6 aprile 2003     | Spacewatch                      |
| 572577 - | 2008 RD148               | 2 settembre 2008  | Spacewatch                      |
| 572578 - | 2008 RY148               | 27 gennaio 2006   | Mount Lemmon Survey             |
| 572579 - | 2008 RL149               | 26 gennaio 2006   | Spacewatch                      |
| 572580 - | 2008 RM149               | 12 settembre 2008 | Sarneczky, K.                   |
| 572581 - | 2008 RT149               | 5 settembre 2008  | Spacewatch                      |
| 572582 - | 2008 RU149               | 9 settembre 2008  | Mount Lemmon Survey             |
| 572583 - | 2008 RX149               | 5 settembre 2008  | Spacewatch                      |
| 572584 - | 2008 RF150               | 13 marzo 2015     | Mount Lemmon Survey             |
| 572585 - | 2008 RJ150               | 30 aprile 2014    | Pan-STARRS 1                    |
| 572586 - | 2008 RW150               | 30 luglio 2008    | Spacewatch                      |
| 572587 - | 2008 RE151               | 7 settembre 2008  | Mount Lemmon Survey             |
| 572588 - | 2008 RF151               | 6 settembre 2008  | Mount Lemmon Survey             |
| 572589 - | 2008 RR151               | 9 settembre 2008  | Mount Lemmon Survey             |
| 572590 - | 2008 RV151               | 7 settembre 2008  | Mount Lemmon Survey             |
| 572591 - | 2008 RE152               | 6 settembre 2008  | Mount Lemmon Survey             |
| 572592 - | 2008 RF152               | 4 settembre 2008  | Spacewatch                      |
| 572593 - | 2008 RJ152               | 9 settembre 2008  | CSS                             |
| 572594 - | 2008 RQ152               | 6 settembre 2008  | Mount Lemmon Survey             |
| 572595 - | 2008 RR152               | 9 settembre 2008  | Bickel, W.                      |
| 572596 - | 2008 RT152               | 5 settembre 2008  | Spacewatch                      |
| 572597 - | 2008 RR154               | 3 settembre 2008  | Spacewatch                      |
| 572598 - | 2008 RZ155               | 30 gennaio 2011   | Mount Lemmon Survey             |
| 572599 - | 2008 RB156               | 3 settembre 2008  | Spacewatch                      |
| 572600 - | 2008 RF156               | 4 settembre 2008  | Spacewatch                      |

## 572601-572700
| Nome     | Designazione provvisoria | Data di scoperta  | Scopritore                       |
| -------- | ------------------------ | ----------------- | -------------------------------- |
| 572601 - | 2008 RZ157               | 21 febbraio 2017  | Pan-STARRS 1                     |
| 572602 - | 2008 RQ161               | 4 ottobre 2013    | Mount Lemmon Survey              |
| 572603 - | 2008 RZ161               | 17 gennaio 2015   | Mount Lemmon Survey              |
| 572604 - | 2008 RD162               | 7 settembre 2008  | Mount Lemmon Survey              |
| 572605 - | 2008 RO162               | 22 ottobre 2012   | Mount Lemmon Survey              |
| 572606 - | 2008 RX163               | 7 settembre 2008  | Mount Lemmon Survey              |
| 572607 - | 2008 RD164               | 5 settembre 2008  | Spacewatch                       |
| 572608 - | 2008 RK166               | 12 ottobre 2013   | Spacewatch                       |
| 572609 - | 2008 RQ170               | 6 settembre 2008  | Spacewatch                       |
| 572610 - | 2008 RK171               | 3 settembre 2008  | Spacewatch                       |
| 572611 - | 2008 RK172               | 3 settembre 2008  | Spacewatch                       |
| 572612 - | 2008 SO2                 | 7 settembre 2008  | CSS                              |
| 572613 - | 2008 SO7                 | 23 settembre 2008 | Mount Lemmon Survey              |
| 572614 - | 2008 SZ7                 | 31 agosto 2008    | Cernis, K., Zdanavicius, J.      |
| 572615 - | 2008 SY11                | 22 settembre 2008 | CSS                              |
| 572616 - | 2008 SZ12                | 24 settembre 2008 | Mount Lemmon Survey              |
| 572617 - | 2008 SE15                | 19 settembre 2008 | Spacewatch                       |
| 572618 - | 2008 SH17                | 19 settembre 2008 | Spacewatch                       |
| 572619 - | 2008 SW17                | 7 agosto 2008     | Spacewatch                       |
| 572620 - | 2008 SY17                | 19 settembre 2008 | Spacewatch                       |
| 572621 - | 2008 SA19                | 19 settembre 2008 | Spacewatch                       |
| 572622 - | 2008 SJ20                | 5 aprile 2003     | Spacewatch                       |
| 572623 - | 2008 SG23                | 1 dicembre 2005   | Wasserman, L. H., Millis, R. L.  |
| 572624 - | 2008 SJ24                | 28 gennaio 2006   | Mount Lemmon Survey              |
| 572625 - | 2008 SY24                | 6 settembre 2008  | Spacewatch                       |
| 572626 - | 2008 SM27                | 24 agosto 2008    | Spacewatch                       |
| 572627 - | 2008 SN30                | 26 maggio 2003    | Spacewatch                       |
| 572628 - | 2008 SX35                | 21 agosto 2008    | Spacewatch                       |
| 572629 - | 2008 SZ47                | 5 settembre 2008  | Spacewatch                       |
| 572630 - | 2008 SH53                | 3 settembre 2008  | Spacewatch                       |
| 572631 - | 2008 SQ53                | 20 settembre 2008 | Mount Lemmon Survey              |
| 572632 - | 2008 SZ55                | 20 settembre 2008 | Spacewatch                       |
| 572633 - | 2008 SL72                | 22 settembre 2008 | Spacewatch                       |
| 572634 - | 2008 SV77                | 24 agosto 2008    | Spacewatch                       |
| 572635 - | 2008 SX78                | 17 ottobre 1995   | Spacewatch                       |
| 572636 - | 2008 SO84                | 27 settembre 2008 | Taunus                           |
| 572637 - | 2008 SC90                | 21 settembre 2008 | Spacewatch                       |
| 572638 - | 2008 SL90                | 21 settembre 2008 | Spacewatch                       |
| 572639 - | 2008 SK93                | 10 marzo 2007     | Mount Lemmon Survey              |
| 572640 - | 2008 SN99                | 21 settembre 2008 | Spacewatch                       |
| 572641 - | 2008 SV99                | 21 settembre 2008 | Spacewatch                       |
| 572642 - | 2008 SH113               | 4 settembre 2008  | Spacewatch                       |
| 572643 - | 2008 SL117               | 22 settembre 2008 | Mount Lemmon Survey              |
| 572644 - | 2008 SL119               | 22 settembre 2008 | Mount Lemmon Survey              |
| 572645 - | 2008 SB122               | 22 settembre 2008 | Mount Lemmon Survey              |
| 572646 - | 2008 ST125               | 22 settembre 2008 | Mount Lemmon Survey              |
| 572647 - | 2008 SA132               | 22 settembre 2008 | Spacewatch                       |
| 572648 - | 2008 SU136               | 23 settembre 2008 | Spacewatch                       |
| 572649 - | 2008 SR138               | 23 settembre 2008 | Spacewatch                       |
| 572650 - | 2008 SW138               | 28 settembre 2003 | Spacewatch                       |
| 572651 - | 2008 SC141               | 24 settembre 2008 | Mount Lemmon Survey              |
| 572652 - | 2008 SM142               | 6 settembre 2008  | Mount Lemmon Survey              |
| 572653 - | 2008 SZ154               | 6 settembre 2008  | CSS                              |
| 572654 - | 2008 SZ156               | 5 settembre 2008  | Tucker, R.                       |
| 572655 - | 2008 SC159               | 24 settembre 2008 | LINEAR                           |
| 572656 - | 2008 SW160               | 19 settembre 2008 | Spacewatch                       |
| 572657 - | 2008 SL161               | 27 settembre 2008 | Ostafijchuk, P., Ivashchenko, Y. |
| 572658 - | 2008 SJ177               | 23 settembre 2008 | Mount Lemmon Survey              |
| 572659 - | 2008 SR185               | 24 settembre 2008 | Bickel, W.                       |
| 572660 - | 2008 SQ187               | 25 settembre 2008 | Spacewatch                       |
| 572661 - | 2008 SE188               | 25 settembre 2008 | Spacewatch                       |
| 572662 - | 2008 SQ188               | 25 settembre 2008 | Spacewatch                       |
| 572663 - | 2008 SX191               | 25 settembre 2008 | Spacewatch                       |
| 572664 - | 2008 SC193               | 25 settembre 2008 | Spacewatch                       |
| 572665 - | 2008 SD197               | 21 settembre 2003 | NEAT                             |
| 572666 - | 2008 SJ197               | 6 settembre 2008  | Mount Lemmon Survey              |
| 572667 - | 2008 SA207               | 20 aprile 2007    | Spacewatch                       |
| 572668 - | 2008 SQ210               | 21 settembre 2008 | Spacewatch                       |
| 572669 - | 2008 ST210               | 28 settembre 2008 | CSS                              |
| 572670 - | 2008 SQ215               | 29 settembre 2008 | Mount Lemmon Survey              |
| 572671 - | 2008 SC222               | 25 settembre 2008 | Mount Lemmon Survey              |
| 572672 - | 2008 SR224               | 26 settembre 2008 | Spacewatch                       |
| 572673 - | 2008 SK225               | 7 aprile 2007     | Mount Lemmon Survey              |
| 572674 - | 2008 SW227               | 28 settembre 2008 | Mount Lemmon Survey              |
| 572675 - | 2008 SC228               | 11 novembre 2004  | Kitt Peak                        |
| 572676 - | 2008 SY228               | 28 settembre 2008 | Mount Lemmon Survey              |
| 572677 - | 2008 SZ228               | 17 novembre 2004  | CINEOS                           |
| 572678 - | 2008 SP234               | 2 settembre 2008  | Spacewatch                       |
| 572679 - | 2008 SM237               | 2 settembre 2008  | Spacewatch                       |
| 572680 - | 2008 SO237               | 11 marzo 2007     | Mount Lemmon Survey              |
| 572681 - | 2008 SW238               | 12 maggio 2007    | Mount Lemmon Survey              |
| 572682 - | 2008 SM252               | 6 novembre 2005   | Mount Lemmon Survey              |
| 572683 - | 2008 SH263               | 24 settembre 2008 | Spacewatch                       |
| 572684 - | 2008 SL263               | 24 settembre 2008 | Spacewatch                       |
| 572685 - | 2008 SJ268               | 25 settembre 2008 | Spacewatch                       |
| 572686 - | 2008 SU269               | 22 settembre 2008 | Mount Lemmon Survey              |
| 572687 - | 2008 SX272               | 25 settembre 2008 | Spacewatch                       |
| 572688 - | 2008 SW273               | 19 settembre 2008 | Spacewatch                       |
| 572689 - | 2008 SM289               | 26 settembre 2008 | Spacewatch                       |
| 572690 - | 2008 SW297               | 4 ottobre 1999    | Spacewatch                       |
| 572691 - | 2008 SY300               | 23 settembre 2008 | LINEAR                           |
| 572692 - | 2008 SV303               | 24 settembre 2008 | Mount Lemmon Survey              |
| 572693 - | 2008 SB314               | 23 settembre 2008 | Mount Lemmon Survey              |
| 572694 - | 2008 SG314               | 21 settembre 2008 | Spacewatch                       |
| 572695 - | 2008 SQ314               | 25 settembre 2008 | Spacewatch                       |
| 572696 - | 2008 SV314               | 22 settembre 2008 | Mount Lemmon Survey              |
| 572697 - | 2008 SP315               | 24 settembre 2008 | Mount Lemmon Survey              |
| 572698 - | 2008 SZ315               | 17 febbraio 2010  | Spacewatch                       |
| 572699 - | 2008 SJ316               | 23 settembre 2008 | Mount Lemmon Survey              |
| 572700 - | 2008 SO316               | 22 settembre 2008 | Spacewatch                       |

## 572701-572800
| Nome     | Designazione provvisoria | Data di scoperta  | Scopritore          |
| -------- | ------------------------ | ----------------- | ------------------- |
| 572701 - | 2008 SY316               | 20 settembre 2008 | Mount Lemmon Survey |
| 572702 - | 2008 SF317               | 21 settembre 2008 | Mount Lemmon Survey |
| 572703 - | 2008 SP317               | 24 settembre 2008 | Mount Lemmon Survey |
| 572704 - | 2008 SS317               | 28 settembre 2008 | Mount Lemmon Survey |
| 572705 - | 2008 SC318               | 15 dicembre 2004  | LINEAR              |
| 572706 - | 2008 SR318               | 29 settembre 2008 | Mount Lemmon Survey |
| 572707 - | 2008 SS318               | 30 luglio 2008    | Mount Lemmon Survey |
| 572708 - | 2008 SG321               | 22 settembre 2008 | Spacewatch          |
| 572709 - | 2008 SY321               | 25 settembre 2008 | Spacewatch          |
| 572710 - | 2008 SD324               | 23 settembre 2008 | Mount Lemmon Survey |
| 572711 - | 2008 SO325               | 23 settembre 2008 | Spacewatch          |
| 572712 - | 2008 SB326               | 23 settembre 2008 | Spacewatch          |
| 572713 - | 2008 SL326               | 24 settembre 2008 | Mount Lemmon Survey |
| 572714 - | 2008 SR326               | 4 agosto 2017     | Pan-STARRS 1        |
| 572715 - | 2008 SG327               | 3 maggio 2016     | Mount Lemmon Survey |
| 572716 - | 2008 SR327               | 25 settembre 2008 | Spacewatch          |
| 572717 - | 2008 SE328               | 23 settembre 2008 | Spacewatch          |
| 572718 - | 2008 SK328               | 19 novembre 2015  | Mount Lemmon Survey |
| 572719 - | 2008 SZ332               | 20 settembre 2008 | Spacewatch          |
| 572720 - | 2008 SA333               | 23 settembre 2008 | Mount Lemmon Survey |
| 572721 - | 2008 SH333               | 24 settembre 2008 | Mount Lemmon Survey |
| 572722 - | 2008 SS336               | 24 settembre 2008 | Mount Lemmon Survey |
| 572723 - | 2008 SV336               | 24 settembre 2008 | Spacewatch          |
| 572724 - | 2008 SQ337               | 22 settembre 2008 | Spacewatch          |
| 572725 - | 2008 SF340               | 25 settembre 2008 | Spacewatch          |
| 572726 - | 2008 SK340               | 24 settembre 2008 | Mount Lemmon Survey |
| 572727 - | 2008 SC341               | 23 settembre 2008 | Spacewatch          |
| 572728 - | 2008 SE344               | 26 settembre 2008 | Spacewatch          |
| 572729 - | 2008 SK345               | 26 settembre 2008 | Spacewatch          |
| 572730 - | 2008 SN345               | 10 settembre 2004 | Spacewatch          |
| 572731 - | 2008 SZ345               | 27 settembre 2003 | Spacewatch          |
| 572732 - | 2008 TK11                | 3 settembre 2008  | Spacewatch          |
| 572733 - | 2008 TW17                | 1 ottobre 2008    | Mount Lemmon Survey |
| 572734 - | 2008 TX19                | 1 ottobre 2008    | Mount Lemmon Survey |
| 572735 - | 2008 TN23                | 4 settembre 2008  | Spacewatch          |
| 572736 - | 2008 TS29                | 19 settembre 2008 | Spacewatch          |
| 572737 - | 2008 TE30                | 1 ottobre 2008    | Healy, D.           |
| 572738 - | 2008 TL43                | 1 ottobre 2008    | Mount Lemmon Survey |
| 572739 - | 2008 TN45                | 1 ottobre 2008    | Mount Lemmon Survey |
| 572740 - | 2008 TM47                | 20 novembre 2003  | Kitt Peak           |
| 572741 - | 2008 TV47                | 1 ottobre 2008    | Spacewatch          |
| 572742 - | 2008 TC49                | 7 febbraio 2006   | Spacewatch          |
| 572743 - | 2008 TT49                | 24 settembre 2008 | Spacewatch          |
| 572744 - | 2008 TO53                | 2 ottobre 2008    | Spacewatch          |
| 572745 - | 2008 TT68                | 30 settembre 2003 | Spacewatch          |
| 572746 - | 2008 TN74                | 2 ottobre 2008    | Spacewatch          |
| 572747 - | 2008 TG79                | 24 settembre 2008 | Spacewatch          |
| 572748 - | 2008 TW87                | 25 settembre 2008 | Spacewatch          |
| 572749 - | 2008 TD88                | 3 ottobre 2008    | Spacewatch          |
| 572750 - | 2008 TB91                | 3 ottobre 2008    | Spacewatch          |
| 572751 - | 2008 TM96                | 6 ottobre 2008    | Spacewatch          |
| 572752 - | 2008 TV97                | 5 settembre 2008  | Spacewatch          |
| 572753 - | 2008 TV102               | 6 ottobre 2008    | Spacewatch          |
| 572754 - | 2008 TR103               | 6 ottobre 2008    | Spacewatch          |
| 572755 - | 2008 TD107               | 29 settembre 2008 | CSS                 |
| 572756 - | 2008 TA110               | 16 marzo 2001     | Spacewatch          |
| 572757 - | 2008 TM118               | 9 settembre 2008  | Mount Lemmon Survey |
| 572758 - | 2008 TY119               | 3 novembre 2004   | Spacewatch          |
| 572759 - | 2008 TA121               | 7 ottobre 2008    | Spacewatch          |
| 572760 - | 2008 TR124               | 2 settembre 2008  | Spacewatch          |
| 572761 - | 2008 TX130               | 8 ottobre 2008    | Mount Lemmon Survey |
| 572762 - | 2008 TE132               | 3 dicembre 2005   | Mauna Kea           |
| 572763 - | 2008 TW134               | 22 settembre 2008 | Spacewatch          |
| 572764 - | 2008 TD138               | 8 ottobre 2008    | Mount Lemmon Survey |
| 572765 - | 2008 TZ139               | 23 settembre 2008 | Spacewatch          |
| 572766 - | 2008 TA143               | 9 ottobre 2008    | Mount Lemmon Survey |
| 572767 - | 2008 TN143               | 23 settembre 2008 | Mount Lemmon Survey |
| 572768 - | 2008 TQ143               | 2 marzo 2006      | Spacewatch          |
| 572769 - | 2008 TU147               | 3 settembre 2008  | Spacewatch          |
| 572770 - | 2008 TY150               | 28 settembre 2008 | Mount Lemmon Survey |
| 572771 - | 2008 TW151               | 3 settembre 2008  | Spacewatch          |
| 572772 - | 2008 TT155               | 9 ottobre 2008    | Mount Lemmon Survey |
| 572773 - | 2008 TR166               | 7 ottobre 2008    | Spacewatch          |
| 572774 - | 2008 TE167               | 8 ottobre 2008    | Mount Lemmon Survey |
| 572775 - | 2008 TJ179               | 1 ottobre 2008    | CSS                 |
| 572776 - | 2008 TF185               | 6 ottobre 2008    | Mount Lemmon Survey |
| 572777 - | 2008 TB191               | 4 settembre 2008  | Spacewatch          |
| 572778 - | 2008 TT192               | 8 ottobre 2008    | Spacewatch          |
| 572779 - | 2008 TX193               | 6 ottobre 2008    | Mount Lemmon Survey |
| 572780 - | 2008 TC194               | 3 agosto 2017     | Pan-STARRS 1        |
| 572781 - | 2008 TD194               | 9 ottobre 2008    | Mount Lemmon Survey |
| 572782 - | 2008 TP194               | 28 novembre 2013  | Mount Lemmon Survey |
| 572783 - | 2008 TX194               | 2 ottobre 2008    | Spacewatch          |
| 572784 - | 2008 TA195               | 7 ottobre 2008    | Mount Lemmon Survey |
| 572785 - | 2008 TC195               | 2 ottobre 2008    | Spacewatch          |
| 572786 - | 2008 TD195               | 10 ottobre 2008   | Mount Lemmon Survey |
| 572787 - | 2008 TG195               | 6 ottobre 2008    | Mount Lemmon Survey |
| 572788 - | 2008 TO195               | 2 ottobre 2008    | Mount Lemmon Survey |
| 572789 - | 2008 TP195               | 2 ottobre 2008    | Spacewatch          |
| 572790 - | 2008 TR195               | 10 ottobre 2008   | Mount Lemmon Survey |
| 572791 - | 2008 TT195               | 9 ottobre 2008    | Spacewatch          |
| 572792 - | 2008 TQ196               | 28 gennaio 2015   | Pan-STARRS 1        |
| 572793 - | 2008 TY196               | 8 ottobre 2008    | Spacewatch          |
| 572794 - | 2008 TJ197               | 10 febbraio 2015  | Mount Lemmon Survey |
| 572795 - | 2008 TK197               | 2 ottobre 2008    | Spacewatch          |
| 572796 - | 2008 TR197               | 6 ottobre 2004    | Spacewatch          |
| 572797 - | 2008 TY197               | 28 gennaio 2015   | Pan-STARRS 1        |
| 572798 - | 2008 TD198               | 3 ottobre 2008    | Mount Lemmon Survey |
| 572799 - | 2008 TA199               | 13 marzo 2011     | Mount Lemmon Survey |
| 572800 - | 2008 TL199               | 12 novembre 2012  | Mount Lemmon Survey |

## 572801-572900
| Nome     | Designazione provvisoria | Data di scoperta  | Scopritore           |
| -------- | ------------------------ | ----------------- | -------------------- |
| 572801 - | 2008 TM199               | 7 ottobre 2008    | Spacewatch           |
| 572802 - | 2008 TK201               | 2 ottobre 2008    | Spacewatch           |
| 572803 - | 2008 TJ202               | 27 novembre 2014  | Pan-STARRS 1         |
| 572804 - | 2008 TP205               | 10 ottobre 2008   | Mount Lemmon Survey  |
| 572805 - | 2008 TQ205               | 26 settembre 2008 | Spacewatch           |
| 572806 - | 2008 TQ206               | 9 ottobre 2008    | Mount Lemmon Survey  |
| 572807 - | 2008 TR207               | 6 ottobre 2008    | Mount Lemmon Survey  |
| 572808 - | 2008 TY211               | 28 gennaio 2015   | Pan-STARRS 1         |
| 572809 - | 2008 TP214               | 8 ottobre 2008    | Mount Lemmon Survey  |
| 572810 - | 2008 TW215               | 2 ottobre 2008    | Mount Lemmon Survey  |
| 572811 - | 2008 TS216               | 9 ottobre 2008    | Mount Lemmon Survey  |
| 572812 - | 2008 TJ218               | 6 ottobre 2008    | Mount Lemmon Survey  |
| 572813 - | 2008 TE219               | 1 ottobre 2008    | Mount Lemmon Survey  |
| 572814 - | 2008 TF219               | 8 ottobre 2008    | Mount Lemmon Survey  |
| 572815 - | 2008 TD221               | 8 ottobre 2008    | Mount Lemmon Survey  |
| 572816 - | 2008 TF222               | 6 ottobre 2008    | Mount Lemmon Survey  |
| 572817 - | 2008 TG223               | 8 ottobre 2008    | Spacewatch           |
| 572818 - | 2008 TZ223               | 1 ottobre 2008    | Mount Lemmon Survey  |
| 572819 - | 2008 TT226               | 10 ottobre 2008   | Mount Lemmon Survey  |
| 572820 - | 2008 TZ226               | 8 ottobre 2008    | Mount Lemmon Survey  |
| 572821 - | 2008 TC227               | 1 ottobre 2008    | Spacewatch           |
| 572822 - | 2008 UC                  | 19 ottobre 2008   | Siding Spring Survey |
| 572823 - | 2008 UZ4                 | 25 ottobre 2008   | Hobart, J.           |
| 572824 - | 2008 UA5                 | 13 marzo 2002     | NEAT                 |
| 572825 - | 2008 UM8                 | 19 settembre 2008 | Spacewatch           |
| 572826 - | 2008 UN8                 | 19 settembre 2008 | Spacewatch           |
| 572827 - | 2008 UC13                | 4 settembre 2008  | Spacewatch           |
| 572828 - | 2008 UE15                | 8 ottobre 2008    | Mount Lemmon Survey  |
| 572829 - | 2008 UU16                | 7 settembre 2008  | Mount Lemmon Survey  |
| 572830 - | 2008 US17                | 2 ottobre 2008    | Spacewatch           |
| 572831 - | 2008 UP27                | 20 ottobre 2008   | Spacewatch           |
| 572832 - | 2008 UW29                | 9 settembre 2008  | Mount Lemmon Survey  |
| 572833 - | 2008 UZ37                | 20 ottobre 2008   | Spacewatch           |
| 572834 - | 2008 UD45                | 20 ottobre 2008   | Mount Lemmon Survey  |
| 572835 - | 2008 UL49                | 20 ottobre 2008   | Mount Lemmon Survey  |
| 572836 - | 2008 UP62                | 21 ottobre 2008   | Spacewatch           |
| 572837 - | 2008 UG63                | 28 settembre 2003 | Spacewatch           |
| 572838 - | 2008 UC66                | 25 settembre 2008 | Mount Lemmon Survey  |
| 572839 - | 2008 UQ66                | 27 settembre 2003 | Spacewatch           |
| 572840 - | 2008 UQ70                | 21 ottobre 2008   | Spacewatch           |
| 572841 - | 2008 UO74                | 21 ottobre 2008   | Spacewatch           |
| 572842 - | 2008 UG78                | 27 settembre 2008 | Mount Lemmon Survey  |
| 572843 - | 2008 UR86                | 2 ottobre 2008    | Spacewatch           |
| 572844 - | 2008 UR88                | 12 novembre 2013  | Mount Lemmon Survey  |
| 572845 - | 2008 UW92                | 15 aprile 2007    | Spacewatch           |
| 572846 - | 2008 UC93                | 29 settembre 2008 | CSS                  |
| 572847 - | 2008 UN95                | 22 settembre 2008 | Spacewatch           |
| 572848 - | 2008 UX96                | 27 settembre 2008 | Mount Lemmon Survey  |
| 572849 - | 2008 UX104               | 22 settembre 2008 | Mount Lemmon Survey  |
| 572850 - | 2008 UD112               | 22 ottobre 2008   | Spacewatch           |
| 572851 - | 2008 UB116               | 11 marzo 2003     | NEAT                 |
| 572852 - | 2008 UH118               | 22 ottobre 2008   | Spacewatch           |
| 572853 - | 2008 UZ124               | 22 ottobre 2008   | Spacewatch           |
| 572854 - | 2008 UG132               | 23 ottobre 2008   | Spacewatch           |
| 572855 - | 2008 UJ136               | 23 ottobre 2008   | Spacewatch           |
| 572856 - | 2008 UG153               | 23 ottobre 2008   | Mount Lemmon Survey  |
| 572857 - | 2008 UK155               | 29 settembre 2008 | Spacewatch           |
| 572858 - | 2008 UM161               | 20 settembre 2008 | Mount Lemmon Survey  |
| 572859 - | 2008 UP164               | 9 ottobre 2008    | Spacewatch           |
| 572860 - | 2008 UH165               | 24 ottobre 2008   | Spacewatch           |
| 572861 - | 2008 UL165               | 7 ottobre 2008    | Spacewatch           |
| 572862 - | 2008 UB173               | 22 settembre 2008 | Mount Lemmon Survey  |
| 572863 - | 2008 UX176               | 24 ottobre 2008   | Mount Lemmon Survey  |
| 572864 - | 2008 UB177               | 24 ottobre 2008   | Mount Lemmon Survey  |
| 572865 - | 2008 UH177               | 24 ottobre 2008   | Mount Lemmon Survey  |
| 572866 - | 2008 UD180               | 24 ottobre 2008   | Spacewatch           |
| 572867 - | 2008 UL180               | 1 ottobre 2003    | Spacewatch           |
| 572868 - | 2008 UR182               | 24 ottobre 2008   | Mount Lemmon Survey  |
| 572869 - | 2008 UW189               | 9 ottobre 2008    | Mount Lemmon Survey  |
| 572870 - | 2008 UE193               | 1 ottobre 2008    | Spacewatch           |
| 572871 - | 2008 UF194               | 4 dicembre 2005   | Spacewatch           |
| 572872 - | 2008 UE195               | 8 ottobre 2008    | CSS                  |
| 572873 - | 2008 UQ195               | 26 ottobre 2008   | Mount Lemmon Survey  |
| 572874 - | 2008 UF196               | 21 ottobre 2008   | Mount Lemmon Survey  |
| 572875 - | 2008 UG196               | 8 ottobre 2008    | CSS                  |
| 572876 - | 2008 UZ197               | 27 ottobre 2008   | Spacewatch           |
| 572877 - | 2008 UJ200               | 23 settembre 2008 | Spacewatch           |
| 572878 - | 2008 UP205               | 20 ottobre 2008   | Spacewatch           |
| 572879 - | 2008 UX207               | 9 ottobre 2008    | Spacewatch           |
| 572880 - | 2008 UK219               | 25 ottobre 2008   | Spacewatch           |
| 572881 - | 2008 UL219               | 9 settembre 2008  | Mount Lemmon Survey  |
| 572882 - | 2008 UU221               | 17 ottobre 2003   | Spacewatch           |
| 572883 - | 2008 UL223               | 25 ottobre 2008   | Spacewatch           |
| 572884 - | 2008 UJ224               | 25 ottobre 2008   | Spacewatch           |
| 572885 - | 2008 UL228               | 25 ottobre 2008   | CSS                  |
| 572886 - | 2008 UQ229               | 25 ottobre 2008   | Spacewatch           |
| 572887 - | 2008 UX229               | 3 ottobre 2003    | Spacewatch           |
| 572888 - | 2008 US231               | 10 ottobre 2008   | Mount Lemmon Survey  |
| 572889 - | 2008 UW232               | 26 ottobre 2008   | Mount Lemmon Survey  |
| 572890 - | 2008 UD237               | 26 ottobre 2008   | Spacewatch           |
| 572891 - | 2008 UX245               | 30 settembre 2003 | Spacewatch           |
| 572892 - | 2008 UH249               | 1 settembre 2008  | OAM Observatory      |
| 572893 - | 2008 UR250               | 27 ottobre 2008   | Spacewatch           |
| 572894 - | 2008 UJ264               | 28 ottobre 2008   | Spacewatch           |
| 572895 - | 2008 UB273               | 24 marzo 2006     | Spacewatch           |
| 572896 - | 2008 UT274               | 24 ottobre 2008   | Spacewatch           |
| 572897 - | 2008 UU278               | 1 ottobre 2008    | Spacewatch           |
| 572898 - | 2008 UV284               | 28 ottobre 2008   | Mount Lemmon Survey  |
| 572899 - | 2008 UK288               | 28 ottobre 2008   | Mount Lemmon Survey  |
| 572900 - | 2008 UF289               | 30 aprile 2006    | Spacewatch           |

## 572901-573000
| Nome     | Designazione provvisoria | Data di scoperta  | Scopritore                       |
| -------- | ------------------------ | ----------------- | -------------------------------- |
| 572901 - | 2008 UO294               | 2 ottobre 2008    | Mount Lemmon Survey              |
| 572902 - | 2008 UL296               | 21 ottobre 2008   | Spacewatch                       |
| 572903 - | 2008 UA298               | 30 settembre 2003 | Spacewatch                       |
| 572904 - | 2008 UZ298               | 29 ottobre 2008   | Spacewatch                       |
| 572905 - | 2008 UH299               | 9 settembre 2008  | Mount Lemmon Survey              |
| 572906 - | 2008 UU299               | 25 febbraio 2015  | Pan-STARRS 1                     |
| 572907 - | 2008 UG303               | 29 ottobre 2008   | Spacewatch                       |
| 572908 - | 2008 UF304               | 29 ottobre 2008   | Spacewatch                       |
| 572909 - | 2008 UW307               | 30 ottobre 2008   | Spacewatch                       |
| 572910 - | 2008 UR309               | 30 ottobre 2008   | CSS                              |
| 572911 - | 2008 UA311               | 30 ottobre 2008   | CSS                              |
| 572912 - | 2008 UC311               | 30 ottobre 2008   | CSS                              |
| 572913 - | 2008 UJ313               | 25 agosto 2003    | NEAT                             |
| 572914 - | 2008 UO313               | 24 ottobre 2008   | CSS                              |
| 572915 - | 2008 UZ313               | 30 ottobre 2008   | Mount Lemmon Survey              |
| 572916 - | 2008 UV318               | 30 settembre 2003 | Spacewatch                       |
| 572917 - | 2008 UK320               | 5 luglio 2003     | Spacewatch                       |
| 572918 - | 2008 US320               | 29 settembre 2008 | Mount Lemmon Survey              |
| 572919 - | 2008 UB325               | 29 settembre 2008 | Spacewatch                       |
| 572920 - | 2008 UP328               | 24 settembre 2008 | Spacewatch                       |
| 572921 - | 2008 UU331               | 24 ottobre 2008   | Mount Lemmon Survey              |
| 572922 - | 2008 UE338               | 21 ottobre 2008   | Mount Lemmon Survey              |
| 572923 - | 2008 UU339               | 23 ottobre 2008   | Spacewatch                       |
| 572924 - | 2008 UH342               | 28 ottobre 2008   | Spacewatch                       |
| 572925 - | 2008 UK347               | 26 marzo 2006     | Mount Lemmon Survey              |
| 572926 - | 2008 UF348               | 24 ottobre 2008   | Spacewatch                       |
| 572927 - | 2008 UY351               | 26 ottobre 2008   | CSS                              |
| 572928 - | 2008 US352               | 25 ottobre 2008   | CSS                              |
| 572929 - | 2008 UW363               | 30 settembre 2008 | Mount Lemmon Survey              |
| 572930 - | 2008 UE365               | 6 ottobre 2008    | CSS                              |
| 572931 - | 2008 UO373               | 9 ottobre 2008    | Mount Lemmon Survey              |
| 572932 - | 2008 UU373               | 21 agosto 2008    | Spacewatch                       |
| 572933 - | 2008 UZ373               | 31 ottobre 2008   | Mount Lemmon Survey              |
| 572934 - | 2008 UV374               | 22 ottobre 2008   | Spacewatch                       |
| 572935 - | 2008 UQ375               | 23 ottobre 2008   | Spacewatch                       |
| 572936 - | 2008 UD376               | 28 luglio 2011    | Pan-STARRS 1                     |
| 572937 - | 2008 UO376               | 22 ottobre 2008   | Spacewatch                       |
| 572938 - | 2008 UR376               | 25 ottobre 2008   | Mount Lemmon Survey              |
| 572939 - | 2008 US376               | 24 aprile 2011    | Mount Lemmon Survey              |
| 572940 - | 2008 UZ376               | 28 ottobre 2008   | Mount Lemmon Survey              |
| 572941 - | 2008 UC377               | 14 aprile 2016    | Pan-STARRS 1                     |
| 572942 - | 2008 UF377               | 2 ottobre 2013    | Spacewatch                       |
| 572943 - | 2008 UG377               | 17 agosto 2012    | Pan-STARRS 1                     |
| 572944 - | 2008 UU377               | 23 ottobre 2008   | Spacewatch                       |
| 572945 - | 2008 UW377               | 27 marzo 2011     | Mount Lemmon Survey              |
| 572946 - | 2008 UK378               | 30 ottobre 2008   | CSS                              |
| 572947 - | 2008 UL378               | 11 aprile 2016    | Pan-STARRS 1                     |
| 572948 - | 2008 UT378               | 20 ottobre 2008   | Mount Lemmon Survey              |
| 572949 - | 2008 UY378               | 15 settembre 2003 | NEAT                             |
| 572950 - | 2008 UD379               | 21 ottobre 2008   | Mount Lemmon Survey              |
| 572951 - | 2008 UT379               | 27 ottobre 2008   | Mount Lemmon Survey              |
| 572952 - | 2008 UG380               | 9 novembre 2013   | Pan-STARRS 1                     |
| 572953 - | 2008 UN380               | 22 ottobre 2008   | Spacewatch                       |
| 572954 - | 2008 UR380               | 20 settembre 2003 | NEAT                             |
| 572955 - | 2008 UU380               | 27 ottobre 2008   | Mount Lemmon Survey              |
| 572956 - | 2008 UW380               | 31 gennaio 1997   | Spacewatch                       |
| 572957 - | 2008 UZ380               | 28 settembre 2017 | Pan-STARRS 1                     |
| 572958 - | 2008 UL381               | 14 novembre 2013  | Mount Lemmon Survey              |
| 572959 - | 2008 UZ381               | 4 aprile 2016     | Pan-STARRS 1                     |
| 572960 - | 2008 UA382               | 30 ottobre 2008   | Spacewatch                       |
| 572961 - | 2008 UJ382               | 24 agosto 2012    | Spacewatch                       |
| 572962 - | 2008 UR382               | 29 ottobre 2008   | Spacewatch                       |
| 572963 - | 2008 UH384               | 27 ottobre 2008   | Mount Lemmon Survey              |
| 572964 - | 2008 UU386               | 10 gennaio 2010   | Spacewatch                       |
| 572965 - | 2008 UX389               | 7 ottobre 2008    | Mount Lemmon Survey              |
| 572966 - | 2008 UZ392               | 31 agosto 2017    | Pan-STARRS 1                     |
| 572967 - | 2008 UA393               | 29 ottobre 2008   | Spacewatch                       |
| 572968 - | 2008 UD393               | 27 ottobre 2008   | Spacewatch                       |
| 572969 - | 2008 UO394               | 28 gennaio 2015   | Pan-STARRS 1                     |
| 572970 - | 2008 UV394               | 11 aprile 2016    | Pan-STARRS 1                     |
| 572971 - | 2008 UT395               | 27 ottobre 2008   | Mount Lemmon Survey              |
| 572972 - | 2008 UJ397               | 24 marzo 2015     | Mount Lemmon Survey              |
| 572973 - | 2008 UV398               | 21 ottobre 2008   | Mount Lemmon Survey              |
| 572974 - | 2008 UU400               | 28 ottobre 2008   | Spacewatch                       |
| 572975 - | 2008 US401               | 17 febbraio 2015  | Pan-STARRS 1                     |
| 572976 - | 2008 UK404               | 26 ottobre 2008   | Mount Lemmon Survey              |
| 572977 - | 2008 UQ404               | 30 ottobre 2008   | Spacewatch                       |
| 572978 - | 2008 UK406               | 29 ottobre 2008   | Spacewatch                       |
| 572979 - | 2008 UJ407               | 25 ottobre 2008   | Spacewatch                       |
| 572980 - | 2008 UM407               | 28 ottobre 2008   | Mount Lemmon Survey              |
| 572981 - | 2008 UZ409               | 28 ottobre 2008   | Spacewatch                       |
| 572982 - | 2008 UF410               | 23 ottobre 2008   | Mount Lemmon Survey              |
| 572983 - | 2008 UJ412               | 30 ottobre 2008   | Spacewatch                       |
| 572984 - | 2008 UX412               | 24 ottobre 2008   | Mount Lemmon Survey              |
| 572985 - | 2008 VT6                 | 1 novembre 2008   | Mount Lemmon Survey              |
| 572986 - | 2008 VW14                | 9 novembre 2008   | Ivashchenko, Y., Ostafijchuk, P. |
| 572987 - | 2008 VR16                | 1 ottobre 2008    | Mount Lemmon Survey              |
| 572988 - | 2008 VR17                | 2 aprile 2006     | Spacewatch                       |
| 572989 - | 2008 VY18                | 13 settembre 1994 | Spacewatch                       |
| 572990 - | 2008 VG19                | 1 novembre 2008   | Spacewatch                       |
| 572991 - | 2008 VU22                | 1 novembre 2008   | Mount Lemmon Survey              |
| 572992 - | 2008 VS26                | 19 dicembre 2004  | Spacewatch                       |
| 572993 - | 2008 VC29                | 29 settembre 2008 | Mount Lemmon Survey              |
| 572994 - | 2008 VF29                | 2 novembre 2008   | Spacewatch                       |
| 572995 - | 2008 VV29                | 2 novembre 2008   | Mount Lemmon Survey              |
| 572996 - | 2008 VF30                | 21 settembre 2003 | Spacewatch                       |
| 572997 - | 2008 VY31                | 27 settembre 2008 | Mount Lemmon Survey              |
| 572998 - | 2008 VW32                | 2 novembre 2008   | Mount Lemmon Survey              |
| 572999 - | 2008 VK33                | 2 novembre 2008   | Mount Lemmon Survey              |
| 573000 - | 2008 VZ36                | 7 gennaio 2005    | CSS                              |